# Monsieur Dodd prend l'air
Pour plus de détails, voir Fiche technique et Distribution.
Monsieur Dodd prend l'air (titre original : Mr. Dodd Takes the Air) est un film américain réalisé par Alfred E. Green, sorti en 1937.

## Synopsis
Après avoir chanté dans une émission de variétés à la radio, un électricien d'une petite ville devient un chanteur à succès à New York...

## Fiche technique
- Titre original : Mr. Dodd Takes the Air
- Titre français : Monsieur Dodd prend l'air
- Réalisation : Alfred E. Green
- Scénario : Clarence Budington Kelland, William Wister Haines et Elaine Ryan
- Photographie : Arthur Edeson
- Direction artistique : Robert M. Haas
- Montage : Thomas Richards
- Production : Mervyn LeRoy
- Pays d'origine : États-Unis
- Format : Noir et blanc - 1,37:1 - Mono
- Genre : musical
- Date de sortie : 1937

## Distribution
- Kenny Baker : Claude L. Dodd
- Frank McHugh : 'Sniffer' Sears
- Alice Brady : Sonia Moro
- Gertrude Michael : Jessica Stafford
- Jane Wyman : Marjorie Day
- John Eldredge : Jim Lidin
- Henry O'Neill : D.M. Gateway
- Harry Davenport : Jeremiah George Quinn
- Mary Treen (non créditée) : une admiratrice